# Aynak
Aynak és un lloc de la província de Logar a l'Afganistan. El 2010 es parlà molt d'aquesta zona perquè unes societats xineses obtingueren els drets d'explotació d'un important dipòsit de coure.